# Peter Zinterhof
Peter Zinterhof (* 23. April 1944 in Wien) ist ein österreichischer Computerpionier. Er erwarb sich Verdienste in der Geschichte der Informatik und deren Entwicklung in Österreich.

## Leben
Peter Zinterhof studierte ab 1962 Mathematik und Physik an der Universität Wien bei Edmund Hlawka, Walter Thirring, Leopold Schmetterer und Berta Karlik. Gleichzeitig war er Werkstudent bei IBM-Österreich und später im Verbund-Konzern.
Im Studienjahr 1965/1966 bekam er ein Stipendium am Steklow-Institut für Mathematik der Akademie der Wissenschaften in Moskau. 1966 studierte er Mathematik bei Korobow, Michail Michailowitsch Postnikow, Pawel Sergejewitsch Alexandrow und Andrei Nikolajewitsch Kolmogorow. Er verfasste dort zunächst in russischer Sprache seine Dissertation über Zahlentheoretische Methoden in der Hochdimensionalen Numerik, die dann 1968 zur Promotion an der Universität Wien führte. Er verzichtete trotz vorliegender Voraussetzungen auf eine Promotion „sub auspiciis Praesidentis“ und trat unmittelbar nach der Promotion eine Assistenzstelle am Institut für Mathematik II der Technischen Universität Wien bei Hans Hornich an. Bei Hornich beschäftigte er sich mit komplexer Analysis (Funktionentheorie) und schloss Ende 1971 seine Habilitation ab.
Anfang 1972 übernahm er das Ordinariat Mathematik III an der Universität Salzburg. 1979 bis 1983 war Zinterhof Dekan der Naturwissenschaftlichen Fakultät der Universität Salzburg. Er war Senator der Universität Salzburg über drei Senatsperioden. Er war Mitglied von Kommissionen der Universität Salzburg und der Österreichischen Akademie der Wissenschaften. Seit 1972 ist er Mitglied der IIASA-Kommission der Österreichischen Akademie der Wissenschaften. Er war auch Jury-Mitglied des Christian-Doppler-Preises.
1972 gründete Peter Zinterhof das „Interfakultäre Institut Rechenzentrum“ an der Universität Salzburg. Dieses wurde 1975 gesetzkonform unter seiner Leitung in das EDV Zentrum der Universität Salzburg übergeleitet, welchem er bis 1990 vorstand.
1989 gründete er das Forschungsinstitut für Softwaretechnologie an der Universität Salzburg. Dieses Forschungsinstitut arbeitete auf der Basis von Industriekooperationen, etwa mit Siemens, Digital Equipment, EMCO und anderen. Das Forschungsinstitut war Keimzelle für die Informatik in Salzburg. Von hier aus wurde 1989 das Institut für Computerwissenschaften und Systemanalyse gegründet und das Studium Computerwissenschaften in Salzburg eingeführt. Am Forschungsinstitut entstand auch das wissenschaftliche Grundkonzept für das große Techno-Z in Salzburg. Auf Grund der gesetzlichen Änderungen wurde das Institut für Computerwissenschaften in einen Fachbereich für Informatik und einen Fachbereich für Scientific Computing übergeleitet, wobei Zinterhof Leiter des Fachbereichs für Scientific Computing war. Die beiden Fachbereiche wurden später wieder zu einem Fachbereich Computerwissenschaften zusammengeführt.
Peter Zinterhof gründete gemeinsam mit Bruno Buchberger das „Austrian Center for Parallel Computation“ (ACPC). Er wirkte an der Gestaltung der Studienpläne Computerwissenschaften und Informatik vom Bakkalaureat bis zum Doktorat mit. Weiterhin nahm er am österreichischen Projekt A-GRID teil, welches Einfluss auf das GRID Computing und Hochleistungsrechnen in Österreich hat. Auch erbrachte er Aufbauschritte für die Mathematik in Salzburg und ist derzeit der dienstälteste Mathematik-Ordinarius und Informatik-Ordinarius in Salzburg.

## Publikationen (Auswahl)
- Parallel Numerics „ParNum'02“, Theory and ApplicationsProceedings of the 7th International Workshop Parallel Numerics „ParNum'02“, Bled, Slovenia, Okt. 2002
- Numerical Integration and Hilbert-Schmidt-NormsTrobec, P. Zinterhof, M. Vajtersic, A. Uhl, editors: Proceedings of the 7th International Workshop Parallel Numerics „ParNum'02“, Theory and Applications, Bled, Slovenia, Oct. 2002
- M. Revers, P. Zinterhof: Application of number theoretic methods to the numerics of computerized tomography. In: Schriftenreihe der ÖCG. Vol. 64, Oldenbourg/Wien, München 1992.
- Mathematische Systemtheorie. In: E. Roth, K. Heidenreich (Hrsg.): Sozialwissenschaftliche Methoden - Lehr und Handbuch für Forschung und Praxis. 2. Auflage. Oldenbourg Verlag, München/Wien 1987, ISBN 3-486-20277-4.
- Analytische Markov-Erneuerungsmodelle zum Problem der Schadstofffreisetzung. In: Operations Research Proceedings. Springer Verlag, Berlin/Heidelberg 1983.
- Über die Berechnung der Verteilung der Verweilzeiten bei alternierenden Erneuerungsprozessen. In: Technical Report. 4, Kernforschungszentrum-Karlsruhe 1982.
- E. Hlawka, F. Firneis, P. Zinterhof: Zahlentheoretische Methoden in der Numerischen Mathematik. R. Oldenbourg Verlag, Wien/München 1981.
- W. Koenne, P. Zinterhof: Zuverlässigkeitstheoretische Analyse von Elektrizitätsversorgungssystemen. In: Schriftenreihe der TU-Wien. Springer Verlag, 1978.

## Herausgeberschaften (Auswahl)
- Electronic Modeling. Bd. 22, Akademie der Wissenschaften der Ukraine und Russische Akademie der Wissenschaften, Kiew 2000.
- Monte Carlo and Quasi Monte-Carlo Methods. Springer Lecture Notes on Statistics. vol. 127, 1997.
- Proceedings of the International Workshop Parallel Numerics. Smolenice, Slovakia, 1994.
- Dictionary of Computer Graphics and Imaga Analysis. Chervona Kalyna, Lviv 1998. (English-Russian-Ukrainian)